# صلاح الدين الصفدي
صلاح الدين الصَّفَدي (صفد، 696 هـ - دمشق، 10 شوَّال 764 هـ) هو صلاح الدين أبو الصَّفاء خليل بن أيبك بن عبد الله الألبَكِي الفاري الصَّفدي الدِّمشقي الشَّافعي. وُلِدَ لأحد أمراء المماليك، في صفد سنة 696هـ، ونشأ في أُسرة ثريَّة نشأةً مرفَّهة، فحفظ القرآن العزيز في صِغَره، ثُمَّ طلب العلم، وبرع في النحو واللُّغة والأدب والإنشاء، وكتب الخطَّ المنسوب، وقرأ الحديث وكتبه. ومارس صناعة الرَّسم على القُماش، وحُبِّب إليه الأدب فولِعَ به، وذكر عن نفسه أنَّ أباه لم يمكِّنه من الاشتغال حتى استوفى عشرين سنة، فطلب بنفسه وقال الشعر الحسن، ثُمَّ أكثر جدًّا من النَّظْم والتَّرسُّل والتَّواقيع.

## شيوخه
أخذ الصَّفدي عن العديد من العُلماء في صفد ودمشق والقاهرة وحلب ومن هؤلاء:
- الحافظ فتح الدِّين محمَّد بن محمَّد بن سيِّد الناس (-734 هـ)، وبه تَمَهَّر في الأدب وقرأ عليه الحديث بالقاهرة.
- ابن نُباتة محمَّد بن محمَّد الفارقي المصريّ (-768 هـ)، وقد أخذ عنه الأدب.
- أبو حيَّان أثير الدِّين محمد بن يوسف الغرناطيّ (-745 هـ)، وعنه أخذ النَّحو واللُّغة، وقد جمع الصَّفدي ما سمعه من أماليه في كتاب «مجاني الهصر من أدب أهل العصر».
- الشّهاب محمود بن فهد الحلبيّ (-725 هـ)، وسمع منه كتابه «حسن التَّوسُّل» وروى عنه الكثير من شعره.
- القاضي بدر الدِّين بن جماعة، محمَّد بن إبراهيم بن سعد الكتَّاني المُتوفَّى سنة (-733 هـ).
- الإمام تقيّ الدِّين السُّبكي (-756 هـ)، وسمع منه كتاب «شفاء السّقام في زيارة خير الأنام».
- المُحدِّث أبو النُّون يونس بن إبراهيم الدَّبوسي (-729 هـ)، وقد سمع منه الحديث في الديار المصريَّة.
- الحافظ جمال الدِّين يوسف بن عبد الرَّحمن المزِّي (-742 هـ)، ودرس عليه الحديث في دار الحديث الأشرفيّة بدمشق.
- الحافظ شمس الدِّين أحمد بن محمد بن عثمان الذَّهبيّ (-742 هـ)؛ حيثُ أخذ عنه الحديث والتَّاريخ.
- شيخ الإسلام أحمد بن عبد الحليم بن تَيميَّة (-728 هـ)، ويقول عنه الصَّفدي: «وكنتُ أحضر دروسه، ويقع لي في أثناء كلامه فوائد لم أسمعها من غيره، ولا وقفتُ عليها في كتاب».

وما من شكٍّ في أنَّ الصَّفدي كان محظوظاً بالاستماع إلى هؤلاء العلماء وقراءة كتبهم عليهم، وروايتها إجازة منهم، ممَّا جعله قادراً على الإفادة بالجامع الأمويّ، والتحديث بدمشق وحلب وغيرها، حتى سمع منه أشياخه كالذَّهبيّ والحسينيّ وابن كثير وغيرهم.

## وظائفه
تولَّى الصَّفديّ الكثير من الوظائف الإداريَّة والماليَّة في القاهرة ودمشق وصفد وحلب والرحبة، ومن هذه الوظائف:
- كتابة الدّرج بصفد ثم بالقاهرة، وهي تتمثَّل بقراءة المكاتبات على الناس وكتابة الأجوبة، وما يجري مجرى ذلك.
- كتابة الدَّست بدمشق، وكُتّاب الدَّست هم الذين يجلسون مع كاتب السّرّ بمجلس السُّلطان بدار العدل في المواكب، على ترتيب منازلهم بالقِدمة، ويقرؤون القصص على السلطان بعد قراءة كاتب السّرّ، وسُمُّوا كُتّاب الدَّست إضافة إلى دَست السلطان، وهو مرتبة جلوسهم للكتابة بين يديه.
- كتابة السّرّ بحلب والرَّحبة، وتتمثل بقراءة الكتب الواردة على السُّلطان وكتابة أجوبتها، وأخذ خط السُّلطان عليها، والجُلوس لقراءة القصص بدار العدل والتَّوقيع عليها.
- وكالة بيت المال في دمشق، وتتمثَّل بالتَّحدُّث فيما يتعلق بمبيعات بيت المال ومشترياته من أراضٍ وآدُر والمعاقدة على ذلك.

## شخصيته
كان الصَّفدي مُحبَّباً إلى الناس، حسن المُعاشرة، جميل المودَّة، وكان إليه المُنتهى في مكارم الأخلاق ومحاسن الشِّيم، وكانت له هِمَّةٌ عالية في التّحصيل، فما صنَّف إلا وسأل علماء عصره عمّا يلزمه فيه من لُغة، أو نحو أو بلاغة أو فقه أو حديث، فكتب بخطِّه المئينَ من المجلدات، وصنَّف ما يزيد عن خمسين مؤلَّفاً.

## شعره
قال ابن تغري بردي: «وشعر الشَّيخ صلاح الدِّين المذكور كثير، وفضله غزير، وهو شاعر مُجِيد، على أنَّ جيده يزيد على رديئه، ولولا أنَّه كان ضنيناً بنفسه، راضياً بشعره، لكان يندر له الرديء، ويكثر منه الجيّد، لكن رأيت مِنْ نَظْمِهِ بخطِّه عندما يعارض بعض مَنْ تقدَّمه مِنْ مجيدي الشُّعراء في معنى من المعاني اللطيفة، فيأخذ ذلك المعنى أو النكتة، فينظمها في بيتين، ويجيد فيهما بحسب الحال، ثم ينظم أيضاً في ذلك المعنى بعينه بيتين أُخَر، ثم بيتين ثم بيتين، ولا يزال ينظم في ذلك المعنى وهو يقول: وقلتُ أنا، إلى أنْ يملَّهُ النظر، وتسأمه النَّفس، ويمجَّه السَّمع، فلو ترك ذلك، وتحرَّى في قريضِهِ لكان من الشُّعراء المُجيدين، لما يظهر لي من قوَّة شعره، وحُسن اختراعه».
وقال الشَّوكاني: «ونظمه مشهور، قد أودع منه في شرح لاميَّة العجم، وغيرها ما يُعرف به مقداره»، ثم قال: «وكان يختلس معاني شعر شيخه ابن نباتة وينظمها لنفسه، وقد صنَّف ابن نباتة في ذلك مصنَّفاً سمَّاه «خبز الشَّعير المأكول المذموم»، وبيَّن سرقاته لشعره».

## مؤلفاته
ذكر الصَّفدي في رسالة ألَّفها في ترجمته لنفسه أسماء مصنفاته وهي على ما يذكره ابن العماد الحنبلي وابن العراقي، أنَّها تبلغ الخمسين، وقد وقع الزِّرِكلي في وهم، فقال: «لهُ زهاء مئتي مصنَّف»، ولعلَّ سبب ذلك ما قاله ابن كثير، بأنَّه كتب المئين من المُجلَّدات.
ويظهر لنا من خلال استقرائنا لمُعظم هذه المؤلفات أنَّها تدور حول محاور خمسة، وهي:
1. التراجم: ويظهر ذلك في العديد من مصنفاته منها: «الوافي بالوفيات» و«أعيان العصر وأعوان النَّصر» و«الشُّعور بالعُور» و«نكت الهميان»، وقد تضمَّن كتابه «كشف الحال في وصف الخال» عدَّة تراجم موجزة لمن عُرِفوا بحمل الشَّامة أو الخال.
2. الشُّروح: ويتمثلُ ذلك في «غيث الأدب الذي انسجم في شرح لامية العجم» للطغرائي، و«تمان المتون في شرح رسالة ابن زيدون».
3. الاختيارات الشِّعريَّة: ويمكن تقسيمها إلى قسمين:
  1. موضوعيَّة: حيثُ يقوم الصَّفدي فيها بجمع نُتف شعريَّة لشعراء مختلفين تصبُّ في موضوع واحد، ويظهر ذلك في «تشنيف السَّمع في انسكاب الدَّمع» و«كشف الحال في وصف الخال»، و«الحُسن الصَّريح في مئة مليح» و«رشف الزُّلال في وصف الهلال» و«ديوان الفصحاء وترجمان البلغاء».
  2. شخصية: حيثُ يقوم باختيار مجموعة من النُّتف أو القصائد لشاعر واحد كاختياره من شعر سراج الدين الوراق، ومجير الدِّين بن تميم، وشمس الدِّين بن دانيال، وأبي الحسن الجزَّار، وشهاب الدين العزَّازي، ولعلَّ هذه المُنتخبات هي أجزاء متفرِّقة من «التَّذكرة الصَّفديَّة».
4. مُصنَّفات في اللُّغة والبلاغة: ومن المُصنَّفات اللُّغوية: «نفوذ السَّهم فيما وقع للجوهري من الوهم» و«غوامض الصِّحاح» و«تصحيح التَّصحيف وتحرير التَّحريف»، ومن المُصنَّفات البلاغيَّة: «جِنان الجِناس» و«الكشف والتنبيه على الوصف والتشبيه» و«الهول المُعجِب بالقول بالمُوجب».
5. شعره وإنشاؤه: ويظهر شعره في العديد من مُصنَّفاته: ولَهُ ديوان شعر مخطوط، وأمَّا إنشاؤه فيظهر على شكلين:
  1. الأول: قصص ومقامات: في «لوعة الشَّاكي ودمعة الباكي» و«رَشْف الرَّحيق في وَصْف الحريق» و«عِبْرَة اللّبيب بِعَبرةِ الكئيب» ومُقدِّمة «اختراع الخُراع».
  2. الثاني: رسائل ديوانية: وتظهر في «ألحان السَّواجِع» و«اختبار الاختيار».

ويُمكن لنا تقسيم مُؤلفات الصَّفدي من حيثُ المطبوع منها والمخطوط إلى أربعة أقسام وهي: مؤلفاته المطبوعة، ومؤلفاته المخطوطة، ومؤلفاتهُ المفقودة، والمُؤلفات التي أُخطِئ في نسبتها إليه.

### مُؤلَّفاته المطبوعة
1. الوافي بالوفيات: وهو مطبوع في ثلاثين مجلداً، أشرفت على نشره جمعية المستشرقين الألمانية، وساهم في تحقيقه «هيلموت ريتر»، و «دريدرينغ»، ونخبة من المحققين العرب من أمثال: رمضان عبد التواب، وصلاح الدين المنجد، وشكري فيصل، وإحسان عبَّاس.
2. أعيان العصر وأعوان النَّصر: وهو مطبوع في ستة مجلَّدات عن دار الفكر المعاصر، سوريا، بتحقيق د. علي أبو زيد، ود. نبيل أبو عمشة، ود. محمد موعد، ود. محمود سالم.
3. الغيث المُسجَم في شرح لاميَّة العجم، وهو مطبوع في مُجلَّدين عن دار الكتب العلميَّة، دون تحقيق، ولعلَّ اسمه الصحيح: «غيث الأدب الذي انسجم في شرح لاميَّة العجم».
4. تمام المُتون في شرح رسالة ابن زيدون، وهو مطبوع في مُجلَّد بتحقيق محمد أبو الفضل إبراهيم.
5. ألحان السَّواجِع بين البادئ والمُراجِع، تحقيق إبراهيم صالح، دار البشائر بدمشق، 2004.
6. نَكْت الهِمْيان في نُكَتِ العُمْيان: وهو مطبوع في مُجلَّد، بتحقيق أحمد زكي باشا في سنة 1911م.
7. الشُّعور بالعُور: وهو مطبوع بتحقيق د. عبد الرَّزاق حسين، عن دار عمار، عمّان.
8. اختراع الخُراع في مُخالفة النَّقل والطّباع: وهو مطبوع بتحقيق عن دار عمّار، عمّان، 2003م.
9. لوعة الشَّاكي ودمعة الباكي: وهو مطبوع بتحقيقي عن دار الأوائل، سوريا، 2003م.
10. تشنيف السَّمع في انسكاب الدَّمع: وهو مطبوع بتحقيقي عن دار الأوائل، سوريا، 2004م.
11. كشف الحال في وصف الخال، وهو مطبوع بتحقيقي عن دار الأوائل، سوريا، 2005م.
12. فضُّ الختام عن التورية والاستخدام، وهو مطبوع بتحقيقي عن الدَّار العثمانية، عمَّان، 2005م.
13. تُحفة ذوي الألباب فيمن حكم بدمشق من الخُلفاء والمُلوك والنُّواب، بتحقيق إحسان بنت خلوصي، وزهير الصَّمصام في مُجلَّدين من منشورات وزارة الثقافة السُّوريَّة سنة 1991م.
14. توشيع التَّوشيح: وهو من مطبوعات دار الثقافة، بيروت، بتحقيق ألبير حبيب مطلق.
15. غوامض الصِّحاح: وهو مطبوع عن معهد المخطوطات العربيَّة سنة 1985م، بتحقيق عبد الإله نبهان، وأعيد نشره في مكتبة لبنان.
16. جنان الجناس: وهو مطبوع عن دار الكُتب العلميَّة، بتحقيق سمير الحلبي سنة 1987م، وأعاد نشره د. هلال ناجي بالاعتماد على نسخة المؤلف دون أنْ يذكر مصدر المخطوط، في «مجلَّة الذخائر»، العدد (3_4)، لسنة 2000م.
17. نُصْرَة الثائر على المثل السَّائر: وهو مطبوع عن مجمَّع اللُّغة العربيَّة بدمشق، سنة 1972م، بتحقيق محمَّد علي سُلطاني.
18. المُختار مِنْ شعر ابن دانيال: وهو مطبوع في المَوصِل سنة 1979م، بتحقيق محمَّد نايف الدَّيلمي، وهو الجزء الرابع عشر من التذكرة.
19. الكشف والتَّنبيه على الوصف والتَّشبيه: وهو مطبوع عن مجلّة الحكمة، بريطانيا، بتحقيق د. هلال ناجي، في مُجلَّد واحد، وهو يرى بأنَّ هذا المُجلَّد من أصل مُجلَّدين، وأنَّ المُجلَّد الثاني مفقود، بالاعتماد على ما قاله ابن تغري بردي في «المنهل الصَّافي» بأنَّه في مُجلّدين، وهذا وهمٌ منه، فقد ذكر الصَّفدي كتابه هذا في «الغيث المسجم»: (1/ 52)، فقال: «وقد ذكرتُ الشَّواهدَ على هذه التشبيهات في مُقتضبٍ لي مسمّى بالتَّنبيه على التَّشبيه»، فلو كان في مُجلَّدين كبيرين، لما صحّ أنْ يُسمِّيه مُقتضَباً، بالإضافة إلى أنَّ ابن حجر، ذكر أنَّ مِن مُؤلَّفات الصَّفدي اللِّطاف «التَّنبيه على التَّشبيه».
20. تصحيح التصحيف وتحرير التحريف: وهو بتحقيق السيد الشرقاوي، ومطبوع عن الخانجي، بالقاهرة، سنة 1987م.
21. الرَّوض الناسم والثغر الباسم، وهو مطبوع عن دار الآفاق العربية، بتحقيق د. محمد عبد المجيد لاشين، سنة 2004م.
22. الهول المعجب في القول بالموجب، وهو مطبوع عن دار الآفاق العربية، بتحقيق د. محمد عبد المجيد لاشين، سنة 2004م.
23. صرف العين عن صرف العين في وصف العين، وهو مطبوع في جزأين عن دار الآفاق العربية، بتحقيق د. محمد عبد المجيد لاشين، سنة 2004م.
24. الحسن الصَّريح في مئة مليح، وهو مطبوع بتحقيق د. أحمد فوزي الهيب، عن دار سعد الدِّين، دمشق، سنة 2003م.
25. رشف الرَّحيق في وصف الحريق: وهي مقامةٌ أدبيَّةٌ يُصوِّر فيها حريق دمشق سنة (740هـ) على يد النَّصارى، وقام بتحقيقها د. سمير الدُّروبي في مجلَّة البلقاء، سنة 1995م.

### مؤلفاته المخطوطة
1. المجاراة والمجازاة، في مجاريات الشعراء، وقد جمعهُ لعلاء الدين ابن فضل الله العمري حسبما طلبه منه، ومنه منتقى في طوب قبو سراي، رقم: (2618)، وعنها مصوَّرة في معهد المخطوطات العربيَّة، برقم: (828، 829).
2. جلوة المذاكرة في خلوة المحاضرة، ومنها نسختان في دار الكتب المصريَّة، برقم: (168)، ورقم: (198) أدب/تيمورية.
3. التذكرة الصَّفديَّة أو الصَّلاحيَّة، وهي أكبر موسوعة أدبيَّة وتاريخيَّة ألَّفها الصَّفدي، وتزيد عن ستَّة وأربعين جزءاً، ولم يُطبع منها غير «المختار من ديوان شمس الدِّين بن دانيال»، وهو الجزء الرَّابع عشر.
4. ديوان شعر صلاح الدِّين الصَّفدي، ومنهُ نسخة في مكتبة المتحف العراقي، برقم: (1032).
5. طرد السَّبع عن سرد السَّبع، ومنه نسخة في كوبريلي برقم: (1337)، ونسخة في يكي جامع برقم: (984)، ونسخة في الخزانة العامَّة برباط الفتح بالمغرب الأقصى، برقم: (1926).
وقد اختصره جلال الدين السيوطي وسمَّاه: «تشنيف السمع بتعديد السبع»، ومنه الكثير من النسخ، منها: نسخة مكتبة الأسد برقم: (1127 حديث)، ودار الكتب المصريَّة برقم: (2593)، وليدن: (474/16)، والمكتبة الأزهرية برقم: (768/8762)، و(870/2990)، وغيرها.
6. ألحان السواجع بين البادي والمُراجع.
7. نجم الدياجي في نظم الأحاجي، وهو حوار بين الصفدي وتاج الدين بن الدريهم، قائم على المحاجاة بالألغاز والمعمَّيات، وقد سجَّلَ فيه الصفدي هذه المحاورة، ولم يصل إلينا، ومن حسن الحظِّ، أنَّ ابن الدريهم سجَّل هذه المحاورة أيضاً في كتاب «المحاورة الصَّلاحية في الأحاجي الاصطلاحيَّة»، ومنه نسخة وحيدة فريدة مميَّزة بخطها الواضح الجميل، وهي محفوظة بالاسكوريال برقم: (432)، وقد قمتُ بتحقيقها، وهي مطبوعة عن دار ابن الجوزي، عمَّان.
8. الفضل المنيف في المولد الشريف، ومنهُ ثلاثُ نسخ في برنستون، بمجموعة يهودا، برقم: (4553)، والمتحف البريطاني برقم: (640)، وبرلين بمجموع رقم: (2617).
9. كشف السِّرِّ المبهم في لزوم ما لا يلزم، ومنه عدَّة نسخ في مكتبة الأسد الوطنية، ومن أجودها النسخة رقم: (7150)، وتقع في (114) ورقة، وهي تضم القسمين من الكتاب.
10. رشف الزُّلال في وصف الهِلال، ومنه نسخة في برلين برقم: (7064)، ونسخة أخرى في مكتبة عارف حكمت برقم: (107/810)، وتقع في (86) ورقة.
ومنهُ استفادَ جلال الدِّين السيوطي كتابهُ «رصف الآل في وصف الهلال»، الذي طبعَ ضمن مجموعة «التحفة البهيَّة والطرفة الشهيَّة»، بمطبعة الجوائب بالقسطنطينية، سنة 1302هـ.
11. نفوذ السَّهم فيما وقع للجوهري من الوهم، ومنه نسختان، واحدة في المكتبة العمومية، يايزيد برقم: (6834)، وتقع في (109 ورقات)، ومنها مصوَّرة في مركز الوثائق والمخطوطات بالجامعة الأردنية، برقم: (1210)، والنسخة الثانية توجد في مكتبة شهيد علي، برقم: (2701)، وتقع في (95 ورقة)، ومنها مصوَّرة في جامعة أم القرى برقم: (331)، ومصوَّرة في الجامعة الأمريكية ببيروت، على ميكروفيلم رقم: (492073).
12. حسنُ النَّواهِد على ما في الصِّحاح من الشَّواهد، أو «حلي النواهد»، وقد ذكرهُ الصفدي في كتاب «نفوذ السهم» في عدَّة مواضع، وأحال عليه، ومنه نسخة وحيدة في العالم في برلين برقم: (6948)، وهي محفوظة باسم «شواهد الصحاح».
13. الاقتصار على جواهر السلك في الانتصار لابن سناء الملك، ومنه نسخة وحيدة في دار صدَّام للمخطوطات ببغداد.
14. عِبْرَة اللبيب بعثرةِ الكئيب، وهو ما يُسمَّى بالمقامة الأيبكيَّة، ولدى المحقق نسختان منها، وهما: نسخة بودليانا، مجموع رقم: (34)، ونسخة عارف حكمت رقم: (3065 عام)، تصنيف: (37/810)، أعانني اللهُ على نشرها.
15. ديوان الفصحاء وترجمان البلغاء، ومنه نسخة وحيدة في المكتبة القيصرية في فينَّا برقم: (389)، وهي بخط الصفدي.
16. اختبار الاختيار: وجمعه من كلام الصفدي، تلميذُهُ علي بن الحسين المَوصلي، وجعله على خمسة أبواب، وهي: الباب الأوَّل: في التقاليد والتواقيع، والباب الثاني: في الأجوبة الملوكية، والباب الثالث: في التهاني والتعازي، والباب الرابع: في الإخوانيات، والباب الخامس: في خطب الأصدقة.
ومن الكتاب نسخة في تشستربيتي برقم: (5183)، وتقع في (124 ورقة)، وقد سقط منها الباب الخامس، المتعلق بخطب الأصدقة، ومنه أوراق في مكتبة الأسد الوطنية، برقم: (10227)، وتقع في (8 ورقات)، ومنه نسخة في جامعة إستانبول، القسم العربي، برقم: (3727)، وتقع في (115 ورقة).
17. نسخة صداق المولى صلاح الدين موسى بن القاضي محيي الدِّين يحيى ابن فضل الله العمري، في برنستون، يهودا برقم: (4370) في أربع ورقات.
18. اختيار تضميخ التضمين، ومنه نسخة غير مكتملة في برنستون، مجموعة يهودا، برقم: (3925).

### كتب الصفدي المفقودة
| - جَرُّ الذَّيل في أوصاف الخيل. - زهر الخمائل في ذكر الأوائل. - حقيقة المجاز إلى الحجاز. - المقترح في المصطلح. - طراز الألغاز. - غُرَّة الصبح في اللَّعب بالرُّمح. | - المثاني والمثالث. - المختار من مجاني الهصر من أدب أهل العصر، وقد جمعه من إملاء أبي حيَّان الأندلسي. - ساجعات الغصن الرطيب في مراثي نجم الدين الخطيب. - حرم المرح في تهذيب لمح الملح. |

## مؤلفات نسبت إليه خطأ
1. رسالة في علم الموسيقى: وهي مطبوعة في القاهرة سنة 1991م، بتحقيق د. عبد المجيد دياب، والأستاذ غطاس عبد الملك خشبة، وحُقِّقَت بالاعتماد على نسخة واحدة محفوظة في مكتبة برلين العامة برقم 5525/ ج5، ضمن مجموع في الموسيقى، وهي تقع في عشر لوحات متوسطة القطع، ولا تحتوي على صفحة العنوان، وليس فيها ما يدل على أنَّها للصفدي، سوى أنَّ في الصفحة الأخيرة، كتب الناسخ: «تمَّت الرسالة في علم الموسيقى للشيخ الصفدي» والناسخ هو محمد النبرستاني، في سنة 1226هـ.
ومن الواضح للقارئ، أن نسبة الكتاب لا تثبت لصلاح الدِّين الصفدي، بالاعتماد على ما تقدَّم.
2. العَرف النَّديّ بشرح قصيدة ابن الوردي: وقد أشار إليها الكثير من المحققين، وهي مخطوطة في الظاهرية برقم 5819 عام، وقد حصلتُ عليها، فإذا على طُرَّة الكتاب: اسم صلاح الدين الصفدي وعنوان الكتاب، إلا أنَّ في الصفحة الأخيرة، قال المؤلف: «قاله مؤلفه غفر الله له ورضي عنه: فرغتُ منه يوم الجمعة المباركة، خامس شهر ربيع الثاني سنة ثلاثين وألف من الهجرة النبوية..» مع العلم أنَّ الصفدي توفِّيَ سنة (764هـ).
وممَّا يؤكِّدُ خطأَ نسبة العَرف النَّدي للصفدي، أنَّ من الكتاب نسخة أخرى في صنعاء برقم 112 – أدب، منسوبة إلى عبد الوهاب الغمري (1031 هـ)، وانظر «معجم المؤلفين»: (2/ 342).
وأمَّا موضوع الكتاب فهو الفقه الشافعي، وأسلوبه يختلف اختلافاً كبيراً عن أسلوب الصفدي في جميع مؤلفاته، بالإضافة إلى أننا لا نجدُ مَنْ نسبه إليه.
3. كتاب «المحاورة الصلاحيَّة في الأحاجي الاصطلاحيَّة»، وقد أوردهُ بروكلمان مع جملة مؤلفات الصفدي، ونسب إليه أيضاً في فهرس مخطوطات الإسكوريال برقم (432)، وعند النظر في مقدِّمة الكتاب تبين أنَّه لتاج الدِّين ابن الدُّرَيهم، وأكَّد ذلك أنَّ المؤلف أورده في ثبَته الذي ذيَّل به الكتاب.
4. قهر الوجوه العابسة بذكر نسب الجراكسة، وقد طبع في القاهرة سنة 1287هـ، وسنة 1316هـ، وإنما هو لشهاب الدين الصفدي.
5. نجد الفلاح في مختصر الصحاح: نسبهُ إليه غير واحدٍ من محققي كتبه، وقد وقع هذا الوهم من خطأ في فهم ما كتبهُ حاجي خليفة، حيث قال: «ومن المختصرات منه (صحاح الجوهري)، كتاب نجد الفلاح كالمختار بحذف الشواهد، ولخليل ابن أيبك الصفدي المتوفَّى سنة (764هـ) نفوذ السهم فيما وقع للجوهري من الوهم...»، والخطأ يكمنُ في إسقاط الواو التي تسبقُ «لخليل».

## وفاته
في سنة 764 هـ انتشر الطاعون في البلاد المصرية، وامتدَّ إلى الساحل الشرقي للبحر الأبيض المتوسط، مما أصاب البلاد الشَّامية بهذا الوباء، وكان من ضحيته عدد من العلماء، كان من أبرزهم صلاح الدين الصفدي، حيث توفي بدمشق في ليلة الأحد، عاشر شوَّال، سنة أربع وستين وسبع مئة، وعمره ثمانٍ وستون سنة. ودُفن بمقابر الشهداء المعروفة بالصوفية، المُطلة على الميدان الأخضر، والتي أُقيمَ على أنقاضِهَا بناء الجامعة السُّوريَّة، والمستشفى الوطني.